# Заєво
За́єво (рос. Заево) — село у складі Нагорського району Кіровської області, Росія. Входить до складу Чеглаківського сільського поселення.
Населення становить 254 особи (2010, 322 у 2002).
Національний склад станом на 2002 рік — росіяни 98 %.